# Tisovec
Tisovec er en by i det centrale Slovakiet. Byen ligger i regionen Banská Bystrica. Den ligger kun 280 kilometer fra den slovakiske hovedstad Bratislava. Byen har et areal på 123,43 km² og en befolkning på 3.720(2021) indbyggere.

## Eksterne links
- Officiel hjemmeside

- Wikimedia Commons har flere filer relateret til Tisovec